# F. S. Flint
Frank Stuart Flint (Schreibweise auch Frank Stewart Flint),   veröffentlichte unter dem Namen F. S. Flint, (* 19. Dezember 1885 in Islington, London; † 28. Februar 1960 in Berkshire) war ein britischer Dichter und Kritiker. Er war mit seinen Gedichten ein Vertreter des Imagismus.

## Leben
F. S. Flint wuchs in Islington in Armut auf. Er verließ mit dreizehn Jahren die Schule und musste arbeiten. Vier Jahre später, im Alter von siebzehn Jahren, las er eine Gedichtsammlung von John Keats, welche bei ihm eine Liebe für Gedichte auslöste. Mit neunzehn Jahren begann er eine Arbeit als Schreiber und nahm Unterricht in einer Abendschule. Dort lernte er Latein und Französisch. Die Anglistin Fränze Vordtriede schreibt in ihrer Dissertation, Flint habe durch eine phänomenale Begabung zehn Sprachen sprechen können.
Flint veröffentlichte 1909 eine erste Gedichtsammlung unter dem Titel In the Net of Stars. 1915 und 1920 veröffentlichte er zwei weitere Gedichtsammlungen namens Cadances und Otherworld: Cadences. Zusammen mit anderen Zeitgenossen wie zum Beispiel Ezra Pound zeigen seine Gedichte eine neue Strömung, die Imagismus genannt wird. Nach dem Tod seiner Ehefrau hörte er auf, Gedichte zu veröffentlichen, doch hörte er nicht auf, Essays zu veröffentlichen. Flint arbeitete von 1919 bis 1951 im Arbeitsministerium.

## Bibliographie (Auswahl)

### Gedichte
- London, my beautiful
- Hallucination
- Immortal?... No,
- The grass is beneath my head
- The Swan

### Gedichtsammlungen
- In the Net of Stars. The Poetry Bookshop, 1909.
- Cadences. 1915.
- Otherworld. Cadences. The Poetry Bookshop, London 1920.[5]
- The Fourth Imagist: Selected Poems of F.S. Flint (Editiert von Michael Copp)

### Übersetzungen
- Ausonius: The Mosella of Decimus Magnus Ausonius. Ballantyne Press, London 1915.[6]
- Émile Verhaeren: The Love Poems of Émile Verhaeren. Constable and Company, London 1916.[7]
- Émile Verhaeren: Philip II.
- Jean De Boschère: The Closed Door. John Lane, London 1917.

### Essays
- Contemporary French Poetry, article in The Poetry Review, August 1912
- Imagisme, Poetry Chicago March 1913
- The History of Imagism, The Egoist, May 1915
- The Poetry of HD, The Egoist, May 1915
- Six French Poets, The Egoist, January 1916
- The Younger French Poets, The Chapbook; A Monthly Miscellany, London November 1920